# Minimum-Maximum
Minimum-Maximum (с англ. — «Минимум-Максимум») — первый официальный концертный альбом немецкой электронной группы Kraftwerk, вышедший в 2005 году.

## Об альбоме
Альбом, записанный в разных городах мира, вышел на двух компакт-дисках, сопровождался отдельно изданным одноимённым DVD, а также коллекционным изданием на виниле (4xLP).
На альбоме представлены выборочные записи с концертов, данных в рамках международного турне, проходившего весной и летом 2004 года (Варшава, Москва, Берлин, Лондон, Будапешт, Любляна, Таллин, Рига, Токио и Сан-Франциско).
В «Minimum-Maximum» вошли наиболее известные композиции коллектива, начиная с «Autobahn» 1974 года и заканчивая песнями из последнего альбома Tour de France Soundtracks 2003 года; кроме того, только на этом альбоме присутствует новая песня — «Planet der Visionen», являющаяся переработкой ремикса на сингл Kraftwerk «Expo 2000». Полутораминутную интерлюдию к «Radioaktivität» также можно услышать только на этом альбоме (схожая интерлюдия к «Die Mensch-Machine» не вошла в альбом, её можно найти только на DVD Minimum-Maximum).

## Обложка
На обложке альбома в ряд изображены 3D-модели четырёх музыкантов за компьютерами.

## Список композиций

### Немецкая версия

#### Диск 1
1. «Die Mensch-Machine» Варшава, Зал конгрессов — 7:55
2. «Planet der Visionen» Любляна, Križanke — 4:45
3. «Tour de France (Étape 1)» Рига, Olimpiska Hall — 4:22
4. «Chrono» Рига, Olimpiska Hall — 1:29
5. «Tour de France (Étape 2)» Рига, Olimpiska Hall — 4:48
6. «Vitamin» Москва, Лужники — 6:41
7. «Tour de France» Париж, Гран-Рекс — 6:18
8. «Autobahn» Берлин, Темподром — 8:51
9. «Das Modell» Берлин, Темподром — 3:41
10. «Neonlicht» Лондон, Royal Festival Hall — 5:58
11. «Radioaktivität» Таллин, Exhibition Hall — 7:41
12. «Trans-Europa Express» Рига, Olimpiska Hall — 3:21
13. «Abzug» Рига, Olimpiska Hall — 1:40
14. «Metall auf Metall» Рига, Olimpiska Hall — 4:28

#### Диск 2
1. «Nummern» Сан-Франциско, The Warfield — 4:27
2. «Computerwelt» Рига, Olimpiska Hall — 2:55
3. «Heimcomputer» Варшава, Зал конгрессов — 5:55
4. «Taschenrechner» Берлин, Темподром — 2:58
5. «Dentaku» Токио, Shibuya Ax — 3:15
6. «Die Roboter» Берлин, Темподром — 7:23
7. «Elektro-Kardiogramm» Таллин, Exhibition Hall — 4:41
8. «Aero Dynamik» Рига, Olimpiska Hall — 7:14
9. «Music Non-Stop» Москва, Лужники — 9:51

### Английская версия

#### Диск 1
1. «The Man-Machine» Варшава, Зал конгрессов — 7:55
2. «Planet of Visions» Любляна, Križanke — 4:45
3. «Tour de France (Étape 1)» Рига, Olimpiska Hall — 4:22
4. «Chrono» Рига, Olimpiska Hall — 1:29
5. «Tour de France (Étape 2)» Рига, Olimpiska Hall — 4:48
6. «Vitamin» Москва, Лужники — 6:41
7. «Tour de France» Париж, Гран-Рекс — 6:18
8. «Autobahn» Берлин, Темподром — 8:51
9. «The Model» Лондон, Brixton Academy — 3:41
10. «Neon Lights» Лондон, Royal Festival Hall — 5:58
11. «Radioactivity» Варшава, Зал конгрессов — 7:41
12. «Trans-Europe Express» Будапешт, Sportarena — 5:01
13. «Metal on Metal» Будапешт, Sportarena — 4:28

#### Диск 2
1. «Numbers» Сан-Франциско, The Warfield — 4:27
2. «Computer World» Москва, Лужники — 2:55
3. «Home Computer» Варшава, Зал конгрессов — 5:55
4. «Pocket Calculator» Москва, Лужники — 2:58
5. «Dentaku» Токио, Shibuya Ax — 3:15
6. «The Robots» Москва, Лужники — 7:23
7. «Elektro Kardiogramm» Таллин, Exhibition Hall — 4:41
8. «Aéro Dynamik» Рига, Olimpiska Hall — 7:14
9. «Music Non Stop» Москва, Лужники — 9:51

## Награды
Номинация на премию «Грэмми» за лучший танцевальный/электронный альбом (2006)